# Vuelta a la Comunidad de Madrid
Vuelta a la Comunidad de Madrid er et spansk etapeløb i landevejscykling som arrangeres hvert år i juli. Løbet er blevet arrangeret siden 1983. Løbet er af UCI klassificeret med 2.1 og er en del af UCI Europe Tour. 

## Vindere
| År                | Vinder                   | Toer                           | Treer                   |
| ----------------- | ------------------------ | ------------------------------ | ----------------------- |
| 1983              | Ángel Mayordomo          | Joan Caldentey Perelló         | Laudelino Cubino        |
| 1984              | Anselmo Fuerte           | Manuel Guijarro Doménech       | Roberto Torres          |
| 1985              | Juan Carlos Chouzas      | José Ignacio Cano              | Joaquim Faura           |
| 1986              | Antonio Sampedro         | Iván Alemany                   | José Ignacio Moratinos  |
| 1987              | Santos Hernández         | Fabrizio Bontempi              | Pedro Antonio Marquina  |
| 1988 Ikke afholdt |                          |                                |                         |
| 1989              | Torres Herrerias         |                                |                         |
| 1990              | Bernardo González        | Juan Carlos García González    | Manuel Pascual Soler    |
| 1991              | David Plaza              |                                |                         |
| 1992              | Javier Díaz              | Juan Carlos Domínguez          | Ramon García            |
| 1993              | Javier Díaz              |                                |                         |
| 1994              | David Plaza              | Mariano Moreda                 | Domingo José Segado     |
| 1995              | José Luis Rebollo Aguado | Miguel Ángel Martín Perdiguero | Isaac Villanueva        |
| 1996              | David Navas Chica        | César García Calvo             | David Martínez          |
| 1997              | Vladislav Borisov        |                                |                         |
| 1998 Ikke afholdt |                          |                                |                         |
| 1999              | Alberto Hierro Seco      |                                |                         |
| 2000              | Sergio Villamil          | Pablo Fernández Pérez          | David Arroyo            |
| 2001 Ikke afholdt |                          |                                |                         |
| 2002              | Carlos Castaño Panadero  |                                |                         |
| 2003              | Antonio López            | Mikel Elgezabal                | Julio Domínguez         |
| 2004              | Antonio López            | Gustavo Toledo                 | Mauricio Ortega         |
| 2005 Ikke afholdt |                          |                                |                         |
| 2006              | Sergi Escobar            | Jesús Ramírez                  | Mikhail Ignatjev        |
| 2007              | Manuel Lloret            | Ángel Vicioso                  | Carlos Castaño Panadero |
| 2008              | Oleh Tschuschda          | Francisco Mancebo              | Constantino Zaballa     |
| 2009              | Héctor Guerra            | Alejandro Valverde             | Xavier Tondo            |
| 2010              | Sergio Pardilla          | Fortunato Baliani              | Iván Melero             |
| 2011              | Rui Costa                | Javier Moreno                  | Jonathan Castroviejo    |
| 2012              | Sergej Firsanov          | Nairo Quintana                 | Rémy Di Grégorio        |
| 2013              | Javier Moreno            | Mikel Landa                    | Delio Fernández         |
| 2014 Ikke afholdt |                          |                                |                         |
| 2015              | Jevgenij Sjalunov        | Diego Rubio                    | Alberto Gallego         |
| 2016              | Juan José Lobato         | Jesús Herrada                  | Daniele Ratto           |
| 2017              | Óscar Sevilla            | Raúl Alarcón                   | Fabricio Ferrari        |
| 2018              | Edgar Pinto              | Fabio Duarte                   | Jonathan Caicedo        |
| 2019              | Clément Russo            | Romain Hardy                   | Carlos Barbero          |